# Адам Джонсън
Адам Джонсън (на английски: Adam Johnson) е роден на 14 юли 1987 г. в Съндърланд, Англия. Той започва своята кариера в младежкия отбор на ФК Мидълзбро през 1999 г., а от 2004 играе в първия отбор. През сезон 2006/2007 той е даден под наем във Лийдс Юнайтед и после в Уотфорт. През зимния трансферен прозорец на 2010 е привлечен в състава на Манчестър Сити.
През летния трансферен прозорец на 2012 г. е привлечен в състава на Съндърланд срещу около 12 млн. паунда
Адам Джонсън е играл в младежкия национален отбор до 19 и до 21 години. От 2010 г. той играе в мъжкия отбор.
На 2 март 2015 година е арестуван по обвинения за педофилия.
На 12 февруари 2016 година се признава за виновен по едно от обвиненията в сексуално посегателство на малолетна. Часове след като се признава за виновен е уволнен от АФК Съндърланд
На 2 март 2016 година съдът го признава за виновен за обвинението за сексуални докосвания, като в същото време го обявиха за невинен по друго обвинение за сексуален акт с 15-годишното момиче. Грози го от 5 до 15 години затвор.

## Отличия
Манчестър Сити
- ФА Къп (2011)
- Висша лига (2012)